# Sei Ikeno
Sei Ikeno (池野成, Ikeno Sei), né le 24 février 1931 à Sapporo et mort le 13 août 2004, est un compositeur japonais.

## Biographie
Sei Ikeno a d'abord été assistant d'Akira Ifukube sur la musique du premier Godzilla en 1954. Il compose ensuite des musiques de nombreux films, surtout dans les années 1960, dont certains de la série de Zatoichi.

## Filmographie partielle
- 1956 : Rivière de nuit (夜の河, Yoru no kawa?) de Kōzaburō Yoshimura
- 1960 : Kuroi gashū: Aru sarariman no shōgen (黒い画集 あるサラリーマンの証言?) de Hiromichi Horikawa
- 1961 : Les femmes naissent deux fois (女は二度生れる, Onna wa nido umareru?) de Yūzō Kawashima
- 1962 : La Bête élégante (しとやかな獣, Shitoyakana kemono?) de Yūzō Kawashima
- 1964 : Sur la route à jamais (無宿者, Mushukumono?) de Kenji Misumi
- 1966 : La Légende de Zatoïchi : La Lame (座頭市あばれ凧, Zatōichi abare tako?) de Kazuo Ikehiro
- 1966 : L’Ange rouge (赤い天使, Akai tenshi?) de Yasuzō Masumura
- 1966 : Le Lac des femmes (女のみづうみ, Onna no mizuumi?) de Yoshishige Yoshida
- 1967 : Brassard noir dans la neige (雪の喪章, Yuki no moshō?) de Kenji Misumi
- 1967 : La Légende de Zatoïchi : Le Justicier (座頭市牢破り, Zatōichi rōyaburi?) de Satsuo Yamamoto
- 1968 : La Légende de Zatoïchi : Les Tambours de la colère (座頭市喧嘩太鼓, Zatōichi kenka-daiko?) de Kenji Misumi
- 1969 : Arai umi (荒い海, Arai umi?) de Tokujirō Yamazaki